# Michail Wladimirowitsch Studenezki
Michail Wladimirowitsch Studenezki (russisch Михаил Владимирович Студенецкий; * 6. März 1934 in Moskau; † 1. März 2021) war ein sowjetischer Basketballspieler.

## Biografie
Michail Studenezki spielte von 1952 bis 1961 für den MBK Dynamo Moskau. Mit der Sowjetischen Nationalmannschaft gewann er bei den Olympischen Spielen 1956 die Silbermedaille. Zudem wurde er mit dieser 1957 und 1959 Europameister.
Am 1. März 2021 starb Studenezki im Alter von 86 Jahren während der COVID-19-Pandemie an den Folgen einer SARS-CoV-2-Infektion.